# Капельманс, Виктор Иванович
Виктор Иванович Капельманс (1824—1871) — российский и бельгийский журналист и редактор.
Еврей, родом из Бельгии, сначала был сотрудником «Indépendance Belge», а с переводом газеты «Le Nord» из Парижа в Брюссель стал её редактором. 
В 1856 году министерством иностранных дел Российской империи был приглашён в город Санкт-Петербург для редактирования «Journal de St.-Petersbourg».